# Родина (8-й сезон)
Восьмой и финальный сезон американского драматического сериала «Родина», премьера которого состоялась 9 февраля 2020 года на канале Showtime. Сезон состоит из 12 серий..

## Сюжет
Сол Беренсон, советник по национальной безопасности недавно вступившего в должность президента Ральфа Уорнера, назначен вести переговоры о мире с талибами в Афганистане. Кэрри Мэтисон всё ещё пытается оправиться от жестокого обращения с ней, когда она была в тюрьме в России, но Сол хочет привезти её в Афганистан, чувствуя, что её знания и опыт в Афганистане важны.

## В ролях

### В главных ролях
- Клэр Дэйнс — Кэрри Мэтисон, бывший оперативник и резидент ЦРУ[2]
- Мори Стерлинг — Макс Пётровски, эксперт по слежке и доверенный партнёр Кэрри[3]
- Коста Ронин — Евгений Громов, русский офицер ГРУ[3]
- Лайнус Роуч — Дэвид Уэллингтон, глава аппарата Белого дома[3]
- Нимрат Каур — Тасним Курейши, глава пакистанского разведывательного управления[3][5]
- Нуман Аджар — Хайссам Хаккани, предводитель Талибана[3][5]
- Мэнди Патинкин — Сол Беренсон, бывший босс и наставник Кэрри, а также советник по национальной безопасности[2]

### Второстепенный состав
- Мохаммед Бакри — Абдул Кадыр Гулям, вице-президент и, позже, президент Афганистана
- Тим Гини — Скотт Райан, начальник отдела спецопераций ЦРУ
- Андреа Дек — Дженна Брэгг, полевой агент ЦРУ в Кабуле
- Клифф Чемберлен — Майк Данн, резидент ЦРУ в Кабуле
- Чарльз Брайс — старший сержант Джон Дёркин, солдат армии США, служащий в Афганистане
- Сэм Чанс — специалист Дрю Сото, служащий в Афганистане
- Октавио Родригес — специалист Артуро Гонсалес, солдат армии США, служащий в Афганистане
- Виктор Альмансар — старший сержант Джастин Уэнзел, солдат армии США, служащий в Афганистане
- Джейсон Тоттенхэм — Алан Йегер, полевой агент ЦРУ в Кабуле
- Эмилио Куэста — специалист Чарли Стоудт, солдат армии США, служащий в Афганистане
- Арт Малик — Бунран Латиф, пакистанский генерал на пенсии
- Сэм Траммелл — Бенджамин Хэйс, вице-президент и, позже, Президент США[6]
- Эльхам Эхсас — Джалаль Хаккани, сын Хайссама
- Сиар Кохи — Балах, талиб, верный Хайссаму
- Юджин Ли — генерал Мирс
- Терри Серпико — генерал Оуэнс, генерал армии США, служащий в Афганистане
- Трейси Шейн — Джанет Гейто, посол США в Афганистане
- Мустафа Хайдари — Фируз
- Карен Питтман — Ванесса Кролл, агент ФБР
- Хью Дэнси — Джон Забел, советник президента по внешней политике[4]

### Приглашённые звёзды
- Мохаммед Амари — Арман, друг Кэрри в Кабуле
- Кеворк Маликян — Ага Джан
- Анна Кэтрин Холбрук — Робин
- Дэвид Хант — Джим Турроу
- Джонджо О’Нил — Даг
- Анна Франколини — доктор Фоули
- Ситара Аттайе — Самира Нури
- Бо Бриджес — Ральф Уорнер, президент США[6]
- Кристофер Малеки — президент Дауд, президент Афганистана
- Майкл Рэйб — главный механик Уорли
- Шариф Дорани — Барлас
- Остин Бэсис — Лонни
- Кейт Бёртон — Дорис Уорнер
- Аднан Джаффар — генерал Азиз
- Илья Баскин — Виктор Макаров, посол России в США
- Самрат Чакрабарти — посол Рашад, посол Пакистана в США
- Крис Бауэр — Кевин Дэнс
- Бен Сэвидж — молодой Сол Беренсон
- Робин Макливи — Шарлотта Бенсон
- Мераб Нинидзе — Сергей Миров
- Сергей Насибов — Андрей Кузнецов
- Татьяна Муха — Анна Померанцева
- Юли Энгельбрехт — молодая Анна Померанцева
- Роберт Клотуорти — судья
- Эми Харгривз — Мэгги Мэтисон
- Жаклин Антарамян — Дорит
- Джон Линдстром — Клод Геру

Камаси Вашингтон появляется в качестве специально приглашённой звезды в финальном эпизоде.

## Эпизоды
| № общий | № в сезоне | Название                                      | Режиссёр            | Автор сценария                    | Дата премьеры   | Зрители в США (млн) |
| ------- | ---------- | --------------------------------------------- | ------------------- | --------------------------------- | --------------- | ------------------- |
| 85      | 1          | «Зарегистрирован обман» «Deception Indicated» | Лесли Линка Глаттер | Дебора Кан и Алекс Ганса          | 9 февраля 2020  | 0,60                |
| 86      | 2          | «Поймать и отпустить» «Catch and Release»     | Лесли Линка Глаттер | Патрик Харбинсон и Чип Йоханнссен | 16 февраля 2020 | 0,68                |
| 87      | 3          | «Ложные друзья» «False Friends»               | Кит Гордон          | Алекс Ганса и Говард Гордон       | 23 февраля 2020 | 0,71                |
| 88      | 4          | «Первый борт на взлёт» «Chalk One Up»         | Сет Манн            | Патрик Харбинсон и Чип Йоханнссен | 1 марта 2020    | 0,73                |
| 89      | 5          | «Второй борт сбит» «Chalk Two Down»           | Алекс Грейвз        | Патрик Харбинсон и Чип Йоханнссен | 8 марта 2020    | 0,82                |
| 90      | 6          | «Две минуты» «Two Minutes»                    | Такер Гейтс         | Дебора Кан                        | 15 марта 2020   | 0,71                |
| 91      | 7          | «Подстрелил меня, урод» «Fucker Shot Me»      | Лесли Линка Глаттер | Патрик Харбинсон и Чип Йоханнссен | 22 марта 2020   | 1,09                |
| 92      | 8          | «Надгробный плач» «Threnody(s)»               | Майкл Клик          | Патрик Харбинсон и Чип Йоханнссен | 29 марта 2020   | 0,75                |
| 93      | 9          | «В бегах» «In Full Flight»                    | Дэн Аттиас          | Алекс Ганса и Говард Гордон       | 5 апреля 2020   | 0,81                |
| 94      | 10         | «Назначенный водитель» «Designated Driver»    | Майкл Оффер         | Патрик Харбинсон и Чип Йоханнссен | 12 апреля 2020  | 0,89                |
| 95      | 11         | «Учитель английского» «The English Teacher»   | Майкл Куэста        | Патрик Харбинсон и Чип Йоханнссен | 19 апреля 2020  | 0,96                |
| 96      | 12         | «Военнопленные» «Prisoners of War»            | Лесли Линка Глаттер | Алекс Ганса и Говард Гордон       | 26 апреля 2020  | 1,26                |

## Производство
Восьмой сезон был заказан вместе с седьмым сезоном в августе 2016 года. В апреле 2018 года Клэр Дэйнс подтвердила, что восьмой сезон будет последним, и Showtime официально подтвердило восьмой сезон в августе этого же года. В апреле 2018 года шоураннер Алекс Ганса заявил о своих планах на последний сезон: «Действие 8 сезона будет где-то заграницей. Мы показываем историю с большими национальными ставками в 7 сезоне и мы вернёмся к меньшему сезону разведок в 8 сезоне». Он также заявил: «У нас будет свежее начало в 8 сезоне и, вероятно, сделаем довольно большой временной прыжок между 7 и 8 сезонами, и оставим позади любые параллели с Трампом» и «Мы расскажем очень изложенную историю, надеюсь в Израиле». В январе 2019 года было подтверждено, что действие финального сезона будет происходить в Афганистане, и съёмки начнутся в феврале в Марокко.
Первоначально планировалось, что сезон дебютирует в июне 2019 года, однако он был отложен до осени «из-за производственных требований наших международных локаций», согласно словам сопрезидента Showtime Гэри Левина. В августе 2019 года Showtime снова отложило премьеру до февраля 2020 года; Левин заявил: «„Родина“ — это амбициозный сериал, особенно в его последнем сезоне. [Шоураннер] Алекс [Ганса] хочет выйти с гордостью, и это связано с производством в нескольких странах и местах, где у нас есть некоторые проблемы. Это просто требует времени». Он добавил: «Никаких просчётов не было. Это был относительно гладкий процесс. Но это очень амбициозный производственный график, и он занял больше времени, чем мы [ожидали]».